# بریتیش ریل کلاس ۳۷۷
بریتیش ریل کلاس ۳۷۷ (انگلیسی: British Rail Class 377) یک قطار خودگرانشی الکتریکی ساخت شرکت بومباردیه (Bombardier Transportation) است.
این قطار که از سال ۲۰۰۱ تولید می‌شود دارای ۱۶۱ کیلومتر در ساعت سرعت نهایی و ۱٬۶۰۰ اسب بخار توان خروجی است.

## نگارخانه

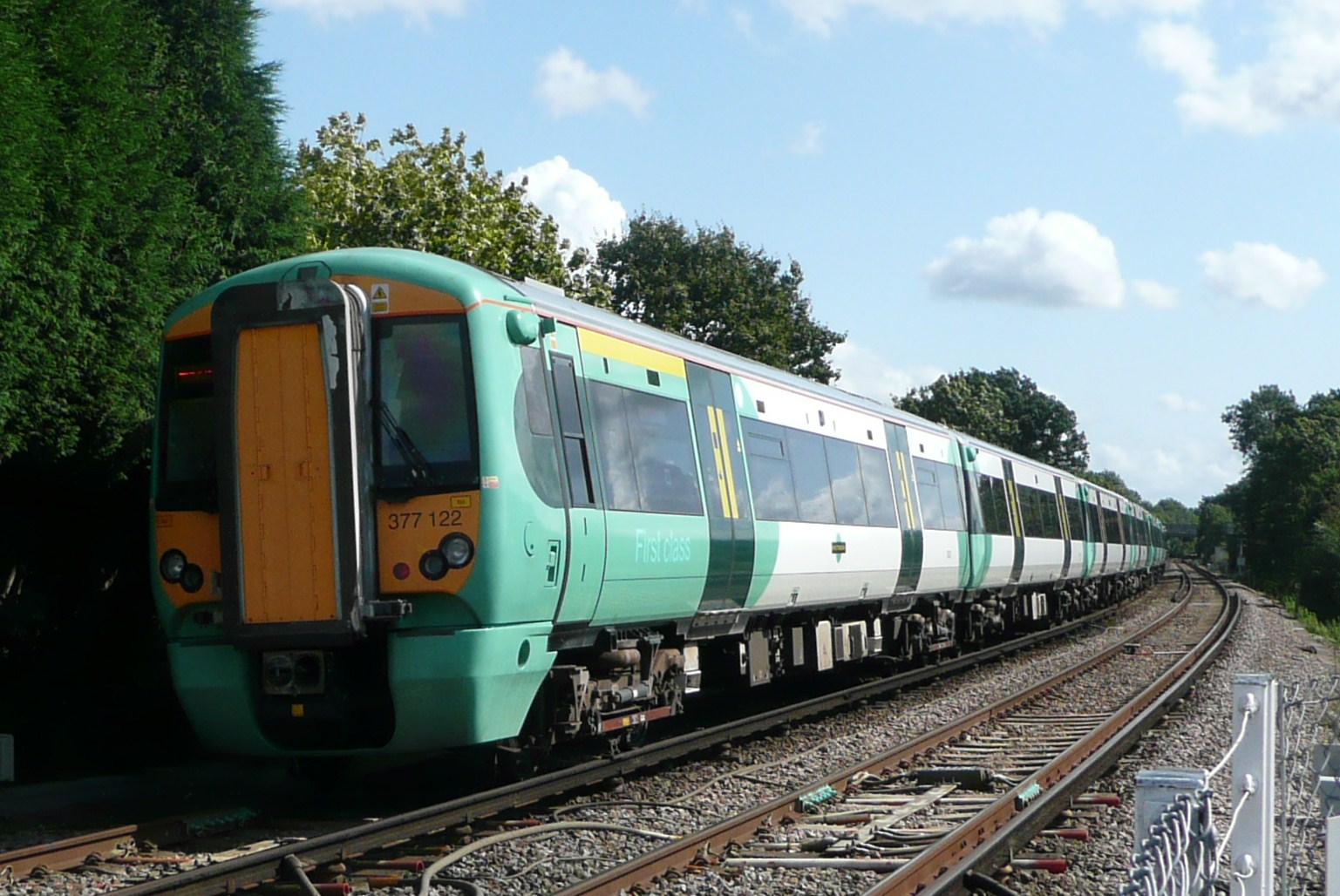
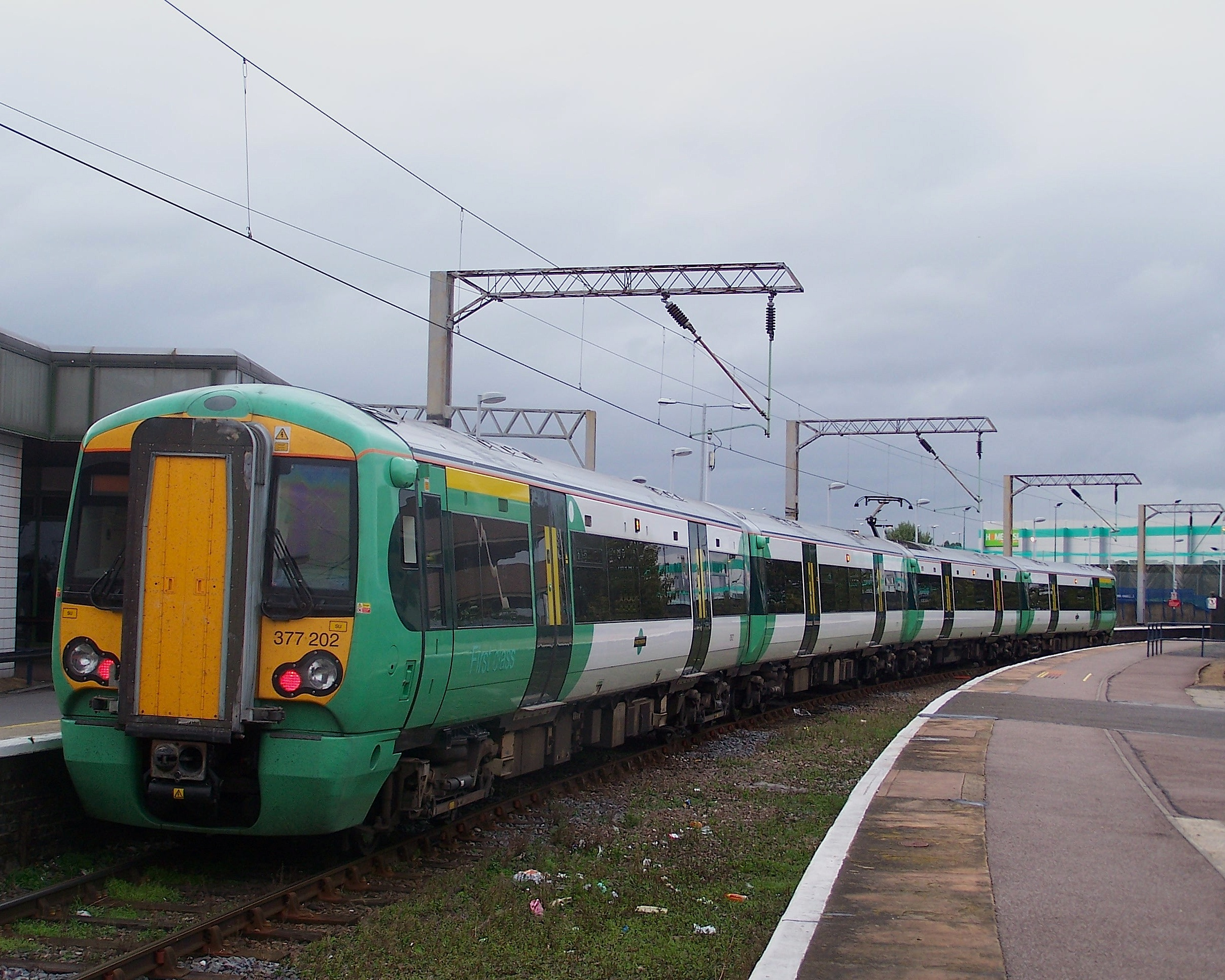
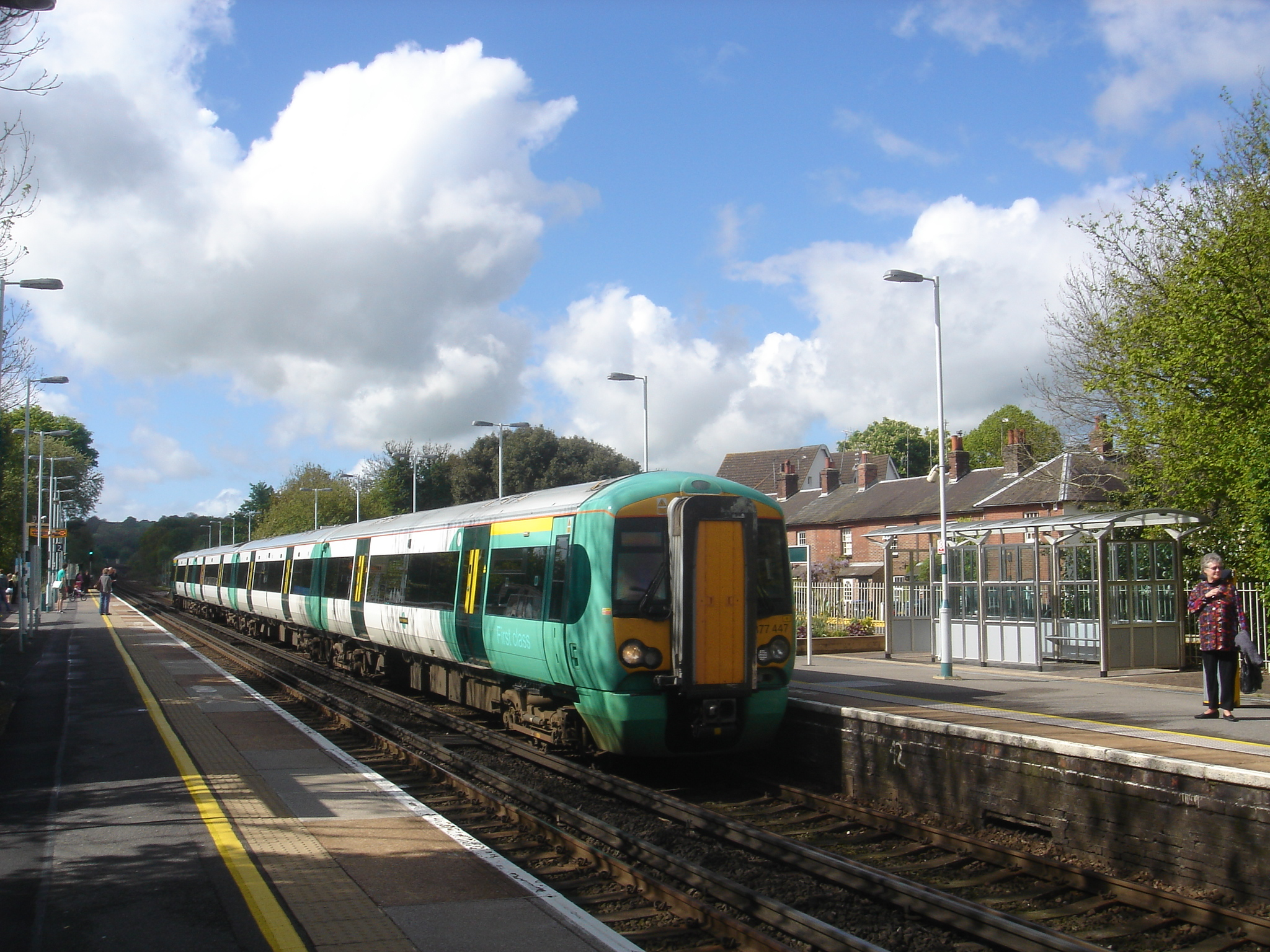
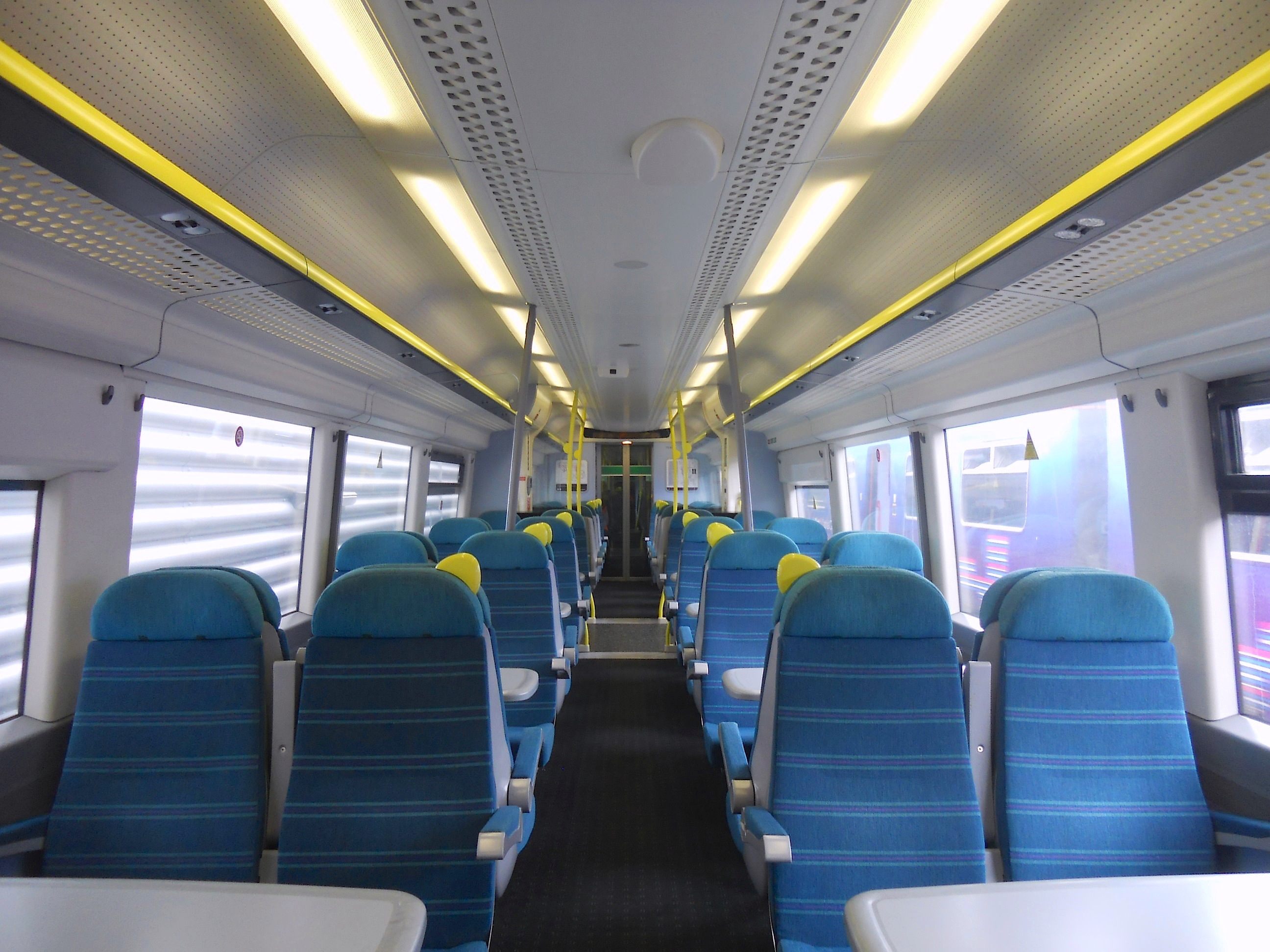
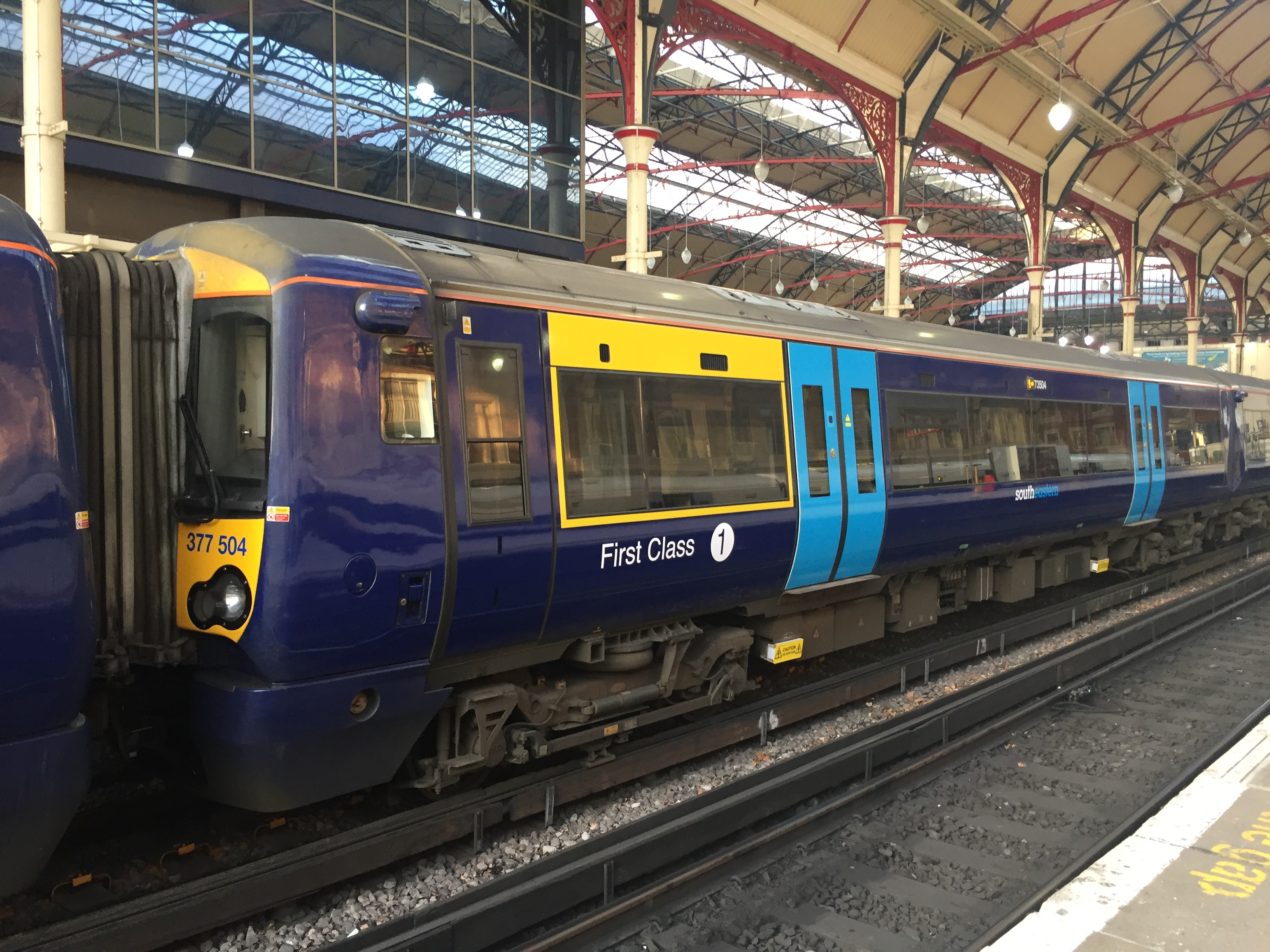
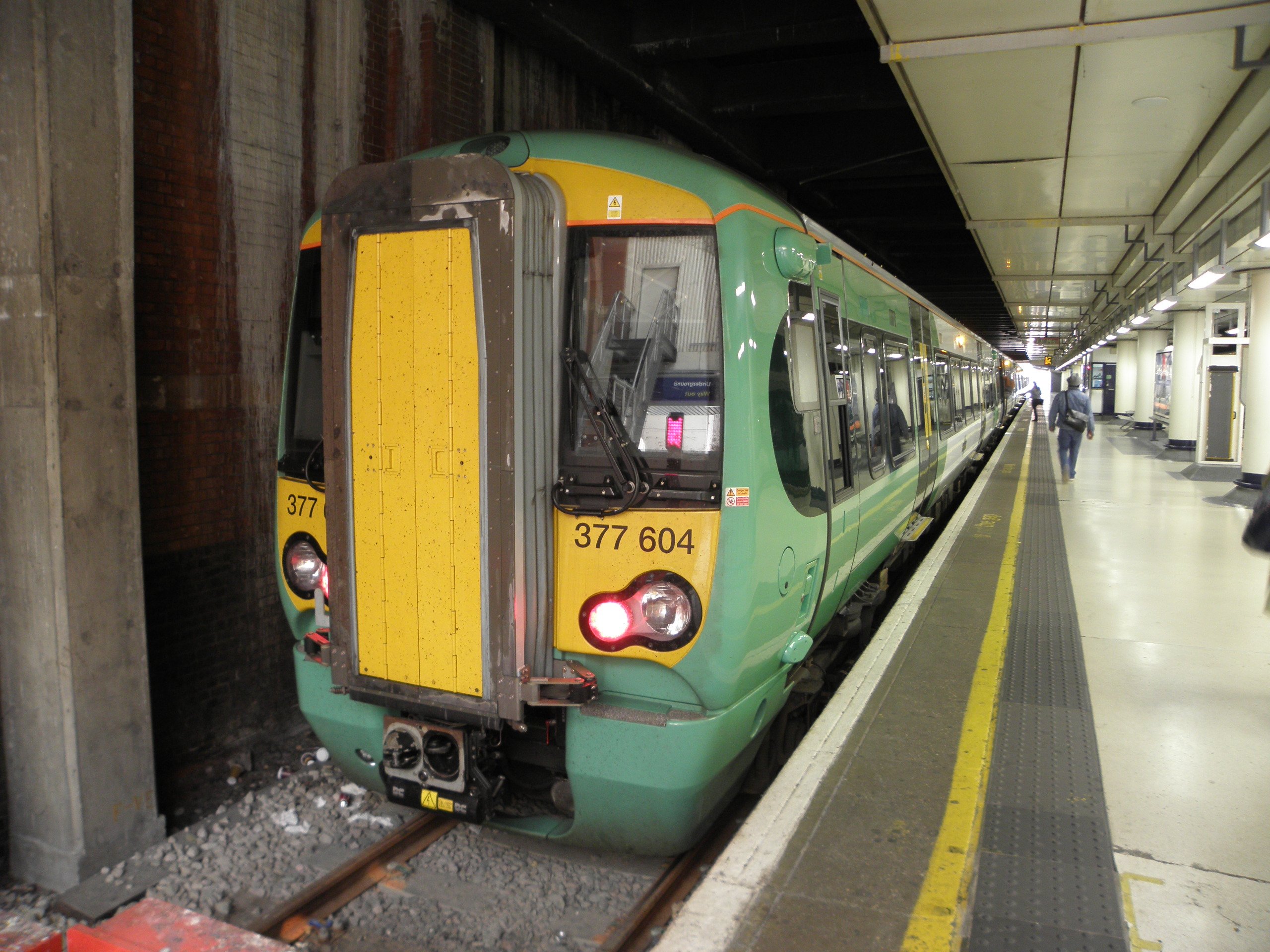